# La caja de problemas
Pour plus de détails, voir Fiche technique et Distribution.
La caja de problemas est un film portoricain diffusé le 27 juin 2004 à Porto Rico par Televicentro pour Telemundo. Il a été réalisé sous la direction de David Aponte.

## Synopsis
Cette comédie raconte l'histoire d'un homme à succès et fortuné qui veut sortir de la monotonie en intégrant des conflits dans sa vie. Cet homme s'est transformé en un magnat mais il a besoin de problèmes. Il va voir une voyante qui lui donne une cage à problèmes...

## Lieux de tournage
Ce film a été tourné à Porto Rico : Caguas, Guajataca, Hato Rey, San Juan, Río Piedras.

## Distribution
- Jerry Segarra : Frank Anderson[2] (protagoniste)
- Axel Anderson : psychologue
- Jackie Berrios : réceptionniste
- Raúl Carbonell Huo : Sr. Mac Gregor
- Yisette Cifredo : Marla Davila
- Johanna Ferrán : Sra. Dawson
- Carlos Fontané : Agent Bruce
- Julián Gil : le jardinier
- Tito Rojas : El Gallo Salsero[3]
- John García : Mauvais garçon 1
- Adriam Ramos : Mauvais garçon 2
- Darwing González : Mauvais garçon 3
- Benjamin Lopez : Mauvais garçon 4
- Joann Polanco : Janet Aderson[4]
- Joel Santiago (El Intruder) : Jim[5] (antagoniste)
- Erik Pérez : Freddie
- Cucho Viera : le vendeur de billets[6]
- Wilma Crespo

## Nominations et récompenses
- 2004 : IXA Awards : meilleure comédie de l'année